# Schiftung
Der Begriff Schiftung bezeichnet die gezielte räumliche Aufstellung von Holzteilen, insbesondere von Dachkonstruktionen. Sie ist eine von Zimmerleuten angewandte, geometrische Verschneidung von Hölzern, in der Fläche und im Raum. Im Holzbau ist sie eine Handwerkstechnik, die zur Ermittlung schräger Holzbearbeitungen eingesetzt wird.
Die Schiftung ist Bestandteil des Abbunds und wird zum Beispiel zur Herstellung eines Dachtragwerkes verwendet, um eine flächige, ununterbrochene Kraftübertragung zu gewährleisten. Eine Alternative zur Schiftung ist der mit mathematischen Berechnungen durchgeführte rechnerische Abbund, beziehungsweise der EDV-gestützte Abbund mittels Abbundsoftware.

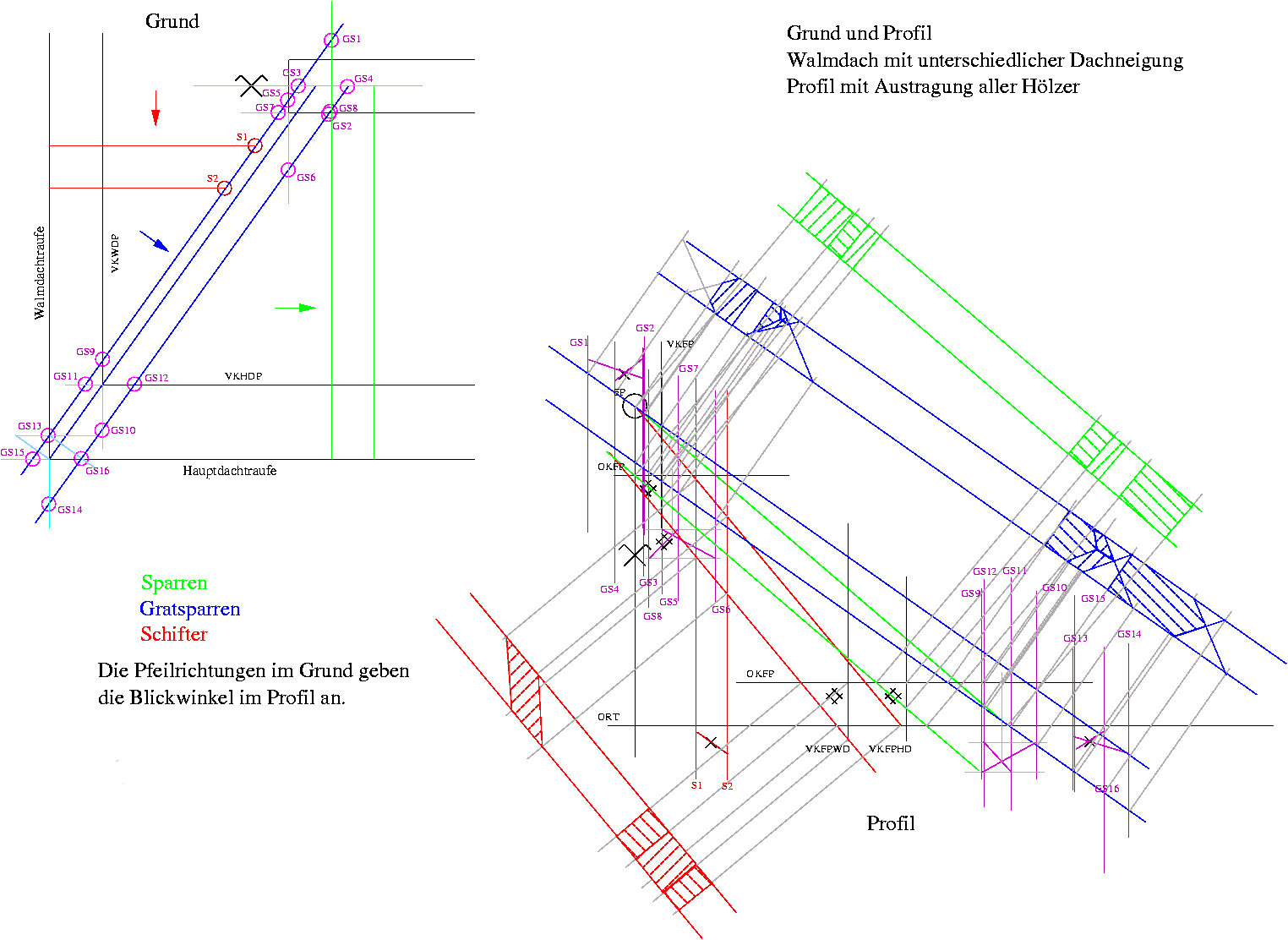
Profil und Grund zum Schiften

## Begriffsherkunft
Der Begriff der Schif-tung leitet sich vom altgermanischen schif – hauen (behauen) /schneiden ab, von dem sich auch der Begriff des Schiffs (behauener Einbaum) ableitet, (nicht aber von der Ähnlichkeit zu schief).
siehe Kluge: Etymologisches Wörterbuch der deutschen Sprache – Schiff: schif-tung für hauen (behauen/schneiden)
Das Wort Schiften (englisch: to shift) kommt vom Schaft (ahd. scaft = entrindeter Zweig) – daher auch der Schifter beziehungsweise Schiftsparren, ein spezieller Dachsparren, der einen schrägen Abschnitt hat, um an einen Gratsparren, Kehlsparren, Gratkehlsparren oder Kehlgratsparren anzuschließen.
Eine andere Erklärung ist, dass das Wort Schiften von Schief kommt. Genau jene Hölzer, die „schief“ an die sonstige Konstruktion angeschlossen werden, werden als Schiftung im Überbegriff bezeichnet. Siehe hierzu auch Schäften, welches durch Anschrägen eine vergrößerte Verbindungs-(Klebe-)fläche erzeugt.

## Historische Entwicklung

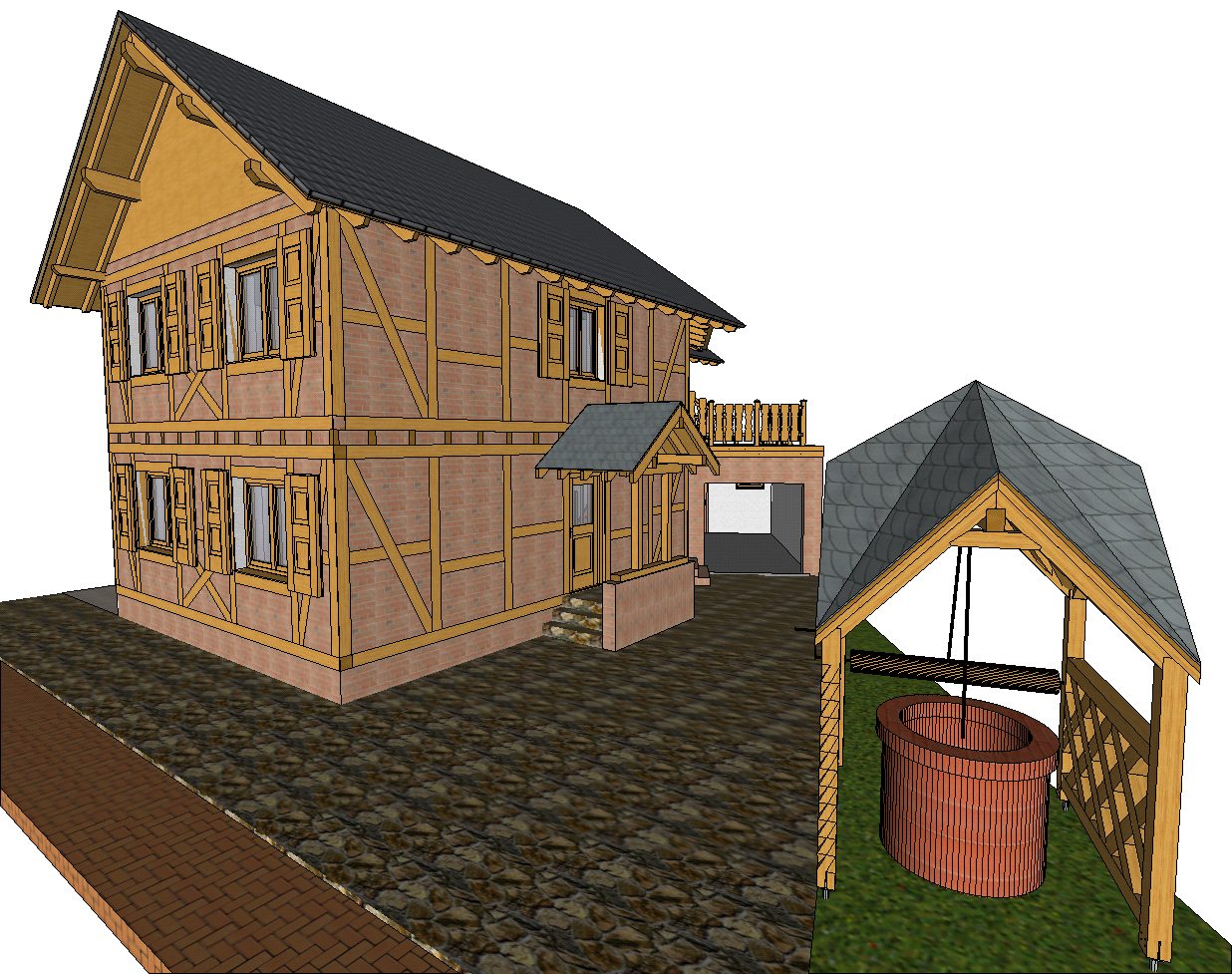
Beispiel für Abbundsoftware, Haus von vorne

Althergebracht wurde die Schiftung beim Abbund auf den Reißboden geschnürt, das heißt, auf dem Reißboden wurde ein Aufriss eines Bauplans (Bauzeichnung) angerissen, um die Abmessungen der Einzelteile und ihr Zusammenpassen vor Ort der Produktion und/oder Montage verfügbar zu haben. Daher auch der Begriff Abbund für das Reißen und Ausarbeiten der Hölzer. Es wurde mittels Kreide- oder farbgetränkter Schnüre das Profil eines Daches in wahrer Größe geschnürt oder gebunden (abgebunden).
Heute wird mit modernster Software, den sogenannten Abbundprogrammen (Abbundsoftware), selbst die komplexeste Konstruktion in 3D erstellt. Man kann sich im geplanten Projekt virtuell durch die einzelnen Räume bewegen und jedes Detail von allen Seiten begutachten. Anschließend kann man die durch Abbundprogramme ermittelten Daten an CNC- oder Abbundmaschinen übergeben. Diese bearbeiten komplizierte Holzverbindungen millimetergenau.
Die Abbundprogramme sind unersetzlich geworden, ob nun traditionelle Holzkonstruktionen oder ganze Häuser, Hallen und Brücken im Ingenieurholzbau hergestellt werden müssen.

## Methoden
Bei der Schiftung wird grundsätzlich zwischen zwei Methoden, der Profil- oder Lotschiftung und der Flächenschiftung, unterschieden:

### Die Profil- oder Lotschiftung
Die Lotschiftung, eine ältere Bezeichnung ist auch Schiftung nach Werksatz (Grundriss) und Lehrgespärre (Sparrenprofil), ist mit Sicherheit die älteste Methode. Sie ist es vor allem, die in der Praxis am häufigsten angewandt wird. Sie basiert auf der darstellenden Geometrie und stellt dabei nur verschiedene Ansichten ins Verhältnis.
In dem man die Grundansicht (Grundriss) und Profilansichten (Sparrenprofil), nach den Regeln der darstellenden Geometrie positioniert, sodass man relevante Punkte, vom Profil in den Grund und umgekehrt, übertragen kann.

#### Beispiel der Lotschiftung

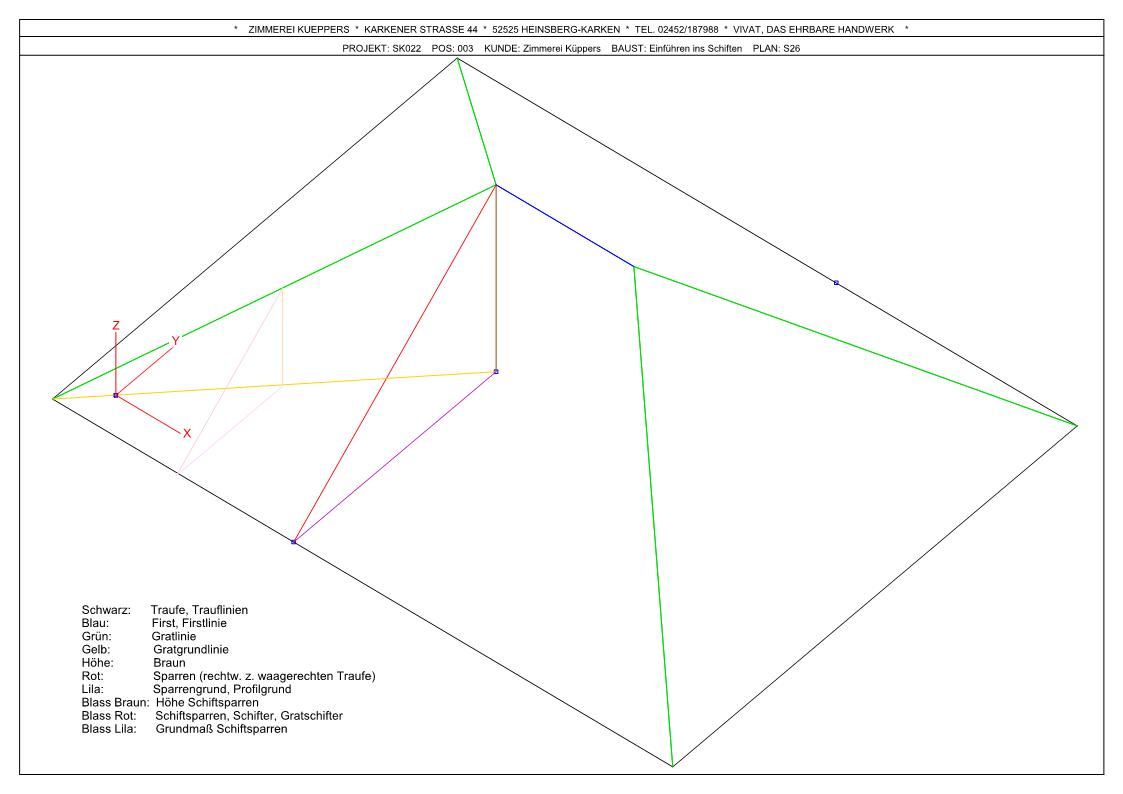
Walmdach mit Liniendefinition

Wenn nun ein Dach allseitig geneigt ist, also keine senkrechten Giebelwände vorhanden sind, spricht der Zimmermann von einem Walmdach. Wenn ein Sparren (Sparren liegen immer rechtwinklig zur waagerechten Traufe), in diesem Walmdach, eine Diagonale verkörpert, ist ein Gratsparren eine Raumdiagonale. Bei gleicher Höhe die überwunden wird, hat der Gratsparren als Raumdiagonale ein größeres Grundmaß, also eine andere, geringere Neigung. Daraus folgt, dass der Gratsparren separat ausgetragen werden muss, das heißt, er muss im Profil, in wahrer Größe dargestellt werden. Aus Schnittpunkten des Gratsparren mit einer Pfette im Grundriss, welche man nun ins Gratprofil lotet, erhält man die waagerechten Verstiche, die die meist schräge Kerve bestimmen.

#### Grundverschiebung

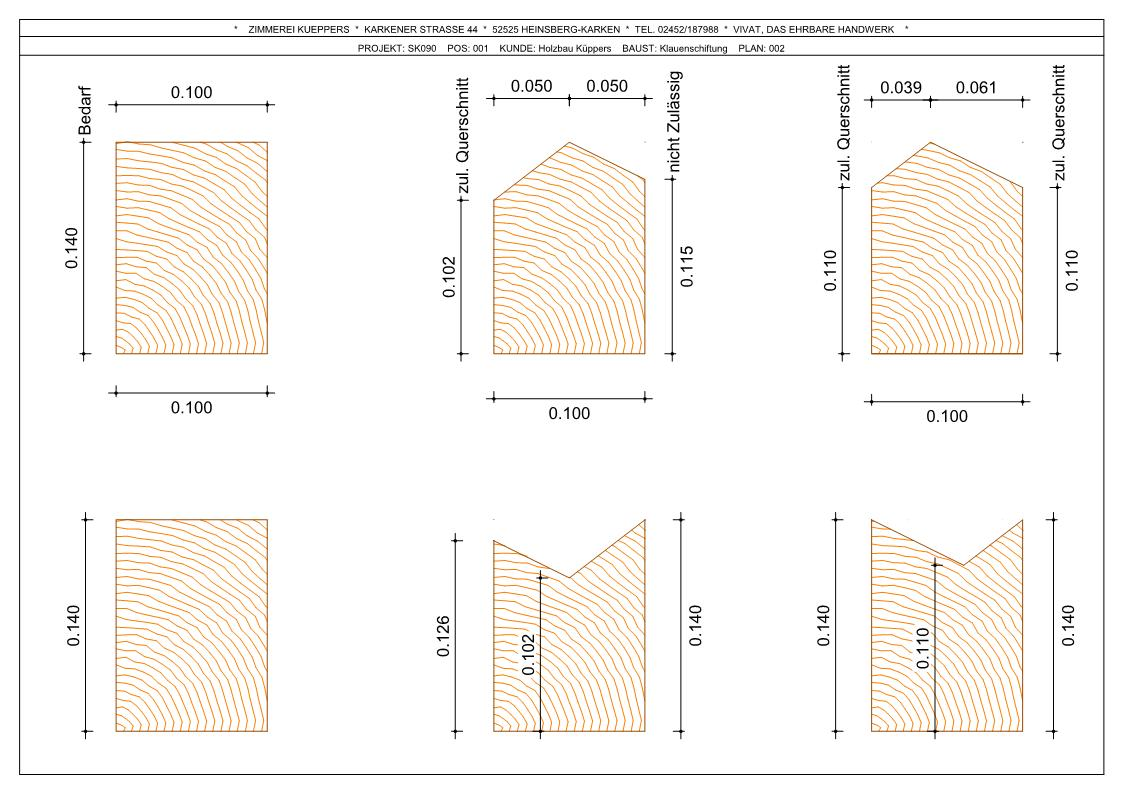
Holzquerschnitte mit und ohne Grundverschiebung

Treffen in einem Walmdach unterschiedlich geneigte Dachflächen aufeinander, bekommt man auch unterschiedliche Abgratungen oder Auskehlungen.
Die Grat- oder Kehlgrundverschiebung dient dem Hauptzweck, das Material optimal auszunutzen. Da die Bemessungsgrundlage in der Statik, vom kleinstgleichen (vollen) Querschnitt ausgeht, versucht man daher die beidseitigen Abgratungshöhen oder die Oberkanten vom Kehlsparren auf gleiche Höhe zu bringen.
Außerdem gestaltet sich durch die Grat- oder Kehlgrundverschiebung das Anreißen und Ausarbeiten einfacher, da die Abgratungshöhe beim Gratsparren beidseitig gleich, bzw. die Auskehlungstiefe beim Kehlsparren beidseitig von der Oberkante gemessen wird. Im Beispielbild sieht man links den Materialbedarf, in der Mitte die Bearbeitung ohne und rechts mit Grundverschiebung.

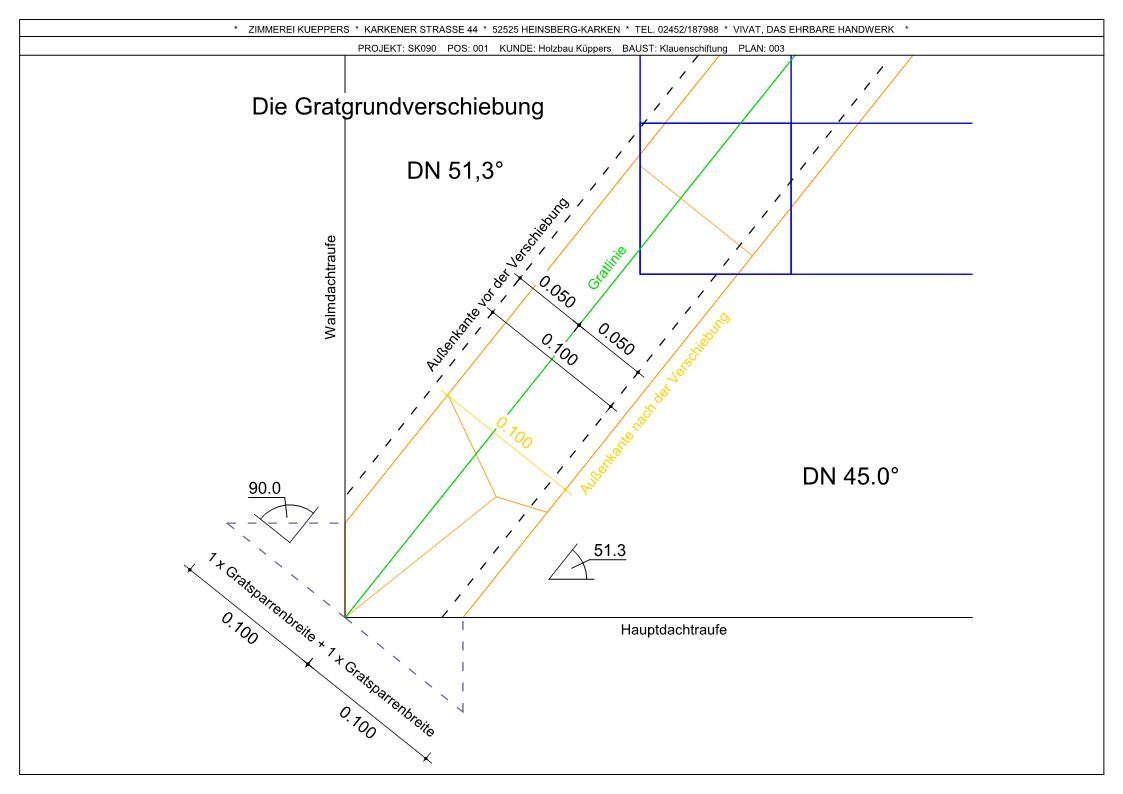
Beispiel der Gratgrundverschiebung

Zum Beispiel (dazu Abbildung rechts) geht das Ermitteln der Grundverschiebung, anhand eines Walmecks mit den Dachneigungen von 45° beim Hauptdach und 51,3° beim Walmdach, wie folgt vonstatten:
Zeichnerische Methode zur Ermittlung von Grat- und Kehlgrundverschiebung am Traufanfallspunkt durchgeführt: Zeichne rechtwinklig am Traufanfallspunkt nach beiden Seiten von Grat- oder Kehlgrundlinie eine Linie und trage auf ihr nach beiden Seiten die Holzbreite von Grat- oder Kehlsparren an. Zeichne durch diese neu entstandenen Punkte, nacheinander auf beiden Seiten, parallel zur benachbarten Trauflinie, eine Linie und schneide sie mit der zugehörigen Trauflinie. Diese Schnittpunkte ergeben, parallel zur Grat- oder Kehlgrundlinie gezeichnet, die verschobenen Außenkanten von Grat- oder Kehlsparren. (Siehe Abbildung rechts.)
Mit dieser Methode können, über die Obholzlinien, auch Firstpfetten bei asymmetrischen Dächern im Profil verschoben werden.

#### Hexenschnitt

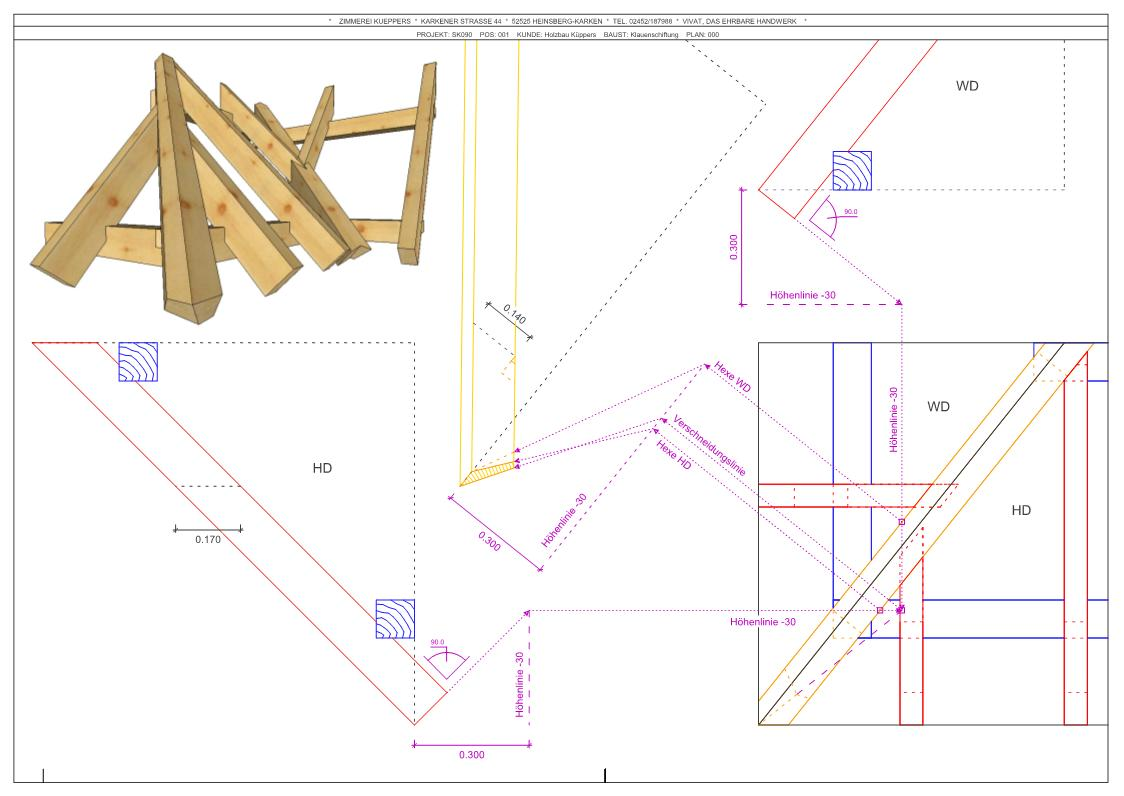
Hexenschnitt am Gratsparren, unwahre d. h. beide Sparren winkelrecht abgeschnitten

Hexenschnitt bei gleichen oder unterschiedlichen Traufabschnittswinkel von Oberkante Sparren zweier Dachflächen:
Da der Grat- bzw. Kehlsparren geringer geneigt ist, als die Sparren bzw. Schiftsparren vom Haupt- und Walmdach, bekommt er traufseitig den sogenannten Hexenschnitt. Davon ausgenommen sind lot- und waagerechte Traufköpfe. Werden die Haupt- und Walmdachsparren mit einem winkelrechten Sparrenkopf (Traufabschnitt) versehen und diese Schnittrichtungen auf den Gratsparren übertragen, spricht man vom unwahren Hexenschnitt.
Hexenschnitt bei gleichen Traufabschnittswinkel von der Waage der Sparren zweier Dachflächen:
Beim wahren Hexenschnitt nimmt man eine Schnittrichtung an (z. B. Hauptdach) und schneidet die anderen Dachseiten mit gleichem Winkel zur waagerechten ab. Dies hat den Vorteil, dass winkelrechte Stirnbohlen, in gleicher Breite und gleicher Neigung, ringsum verlaufen. Der Hexenschnitt bekam seinen Namen daher, dass Nichteingeweihten die Ermittelung wie Hexerei vorkommen musste.
Bei den oben beschriebenen Methoden verläuft die Schnittlinie der Abschnittsflächen von Grat- oder Kehlsparren schräg (asymmetrisch) zu den Außenseiten.
Hexenschnitt bei nur einem Traufabschnittswinkel an Grat- oder Kehlsparren:
Eine weitere Methode: projiziere den Traufabschnitt, von den Sparren einer Dachfläche, auf den Grat- oder Kehlsparren und projiziere diesen auf die Sparren der benachbarten Dachfläche. So entsteht, an Grat- oder Kehlsparren, bei nur einem Traufabschnittswinkel eine Schnittlinie, der Abschnittsflächen von Grat- oder Kehlsparren, die parallel (symmetrisch) zu den Außenseiten verläuft.

#### Klauenschiftung

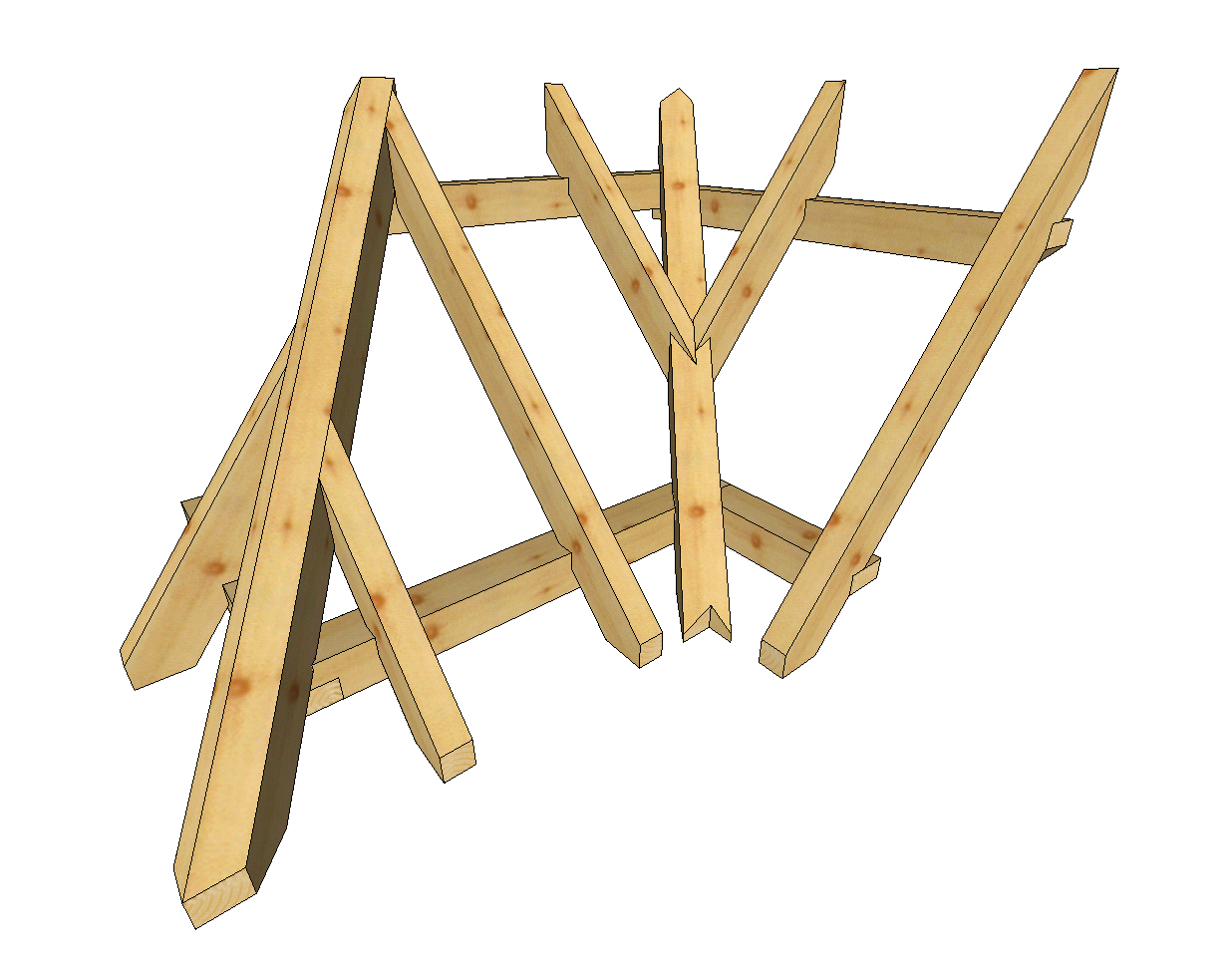
Walmecke mit Klauenschiftung

Die Klauenschiftung kann sowohl in der Lotschiftung als auch in der Flächenschiftung zu Tragen kommen.
Die Klauenschiftung ist eine Schiftungsmethode, die angewendet wird, wenn entweder der Schifter beim Gratsparren an der Unterkante übersteht oder der Kehlsparren  nicht ausgekehlt wird. Die übliche Schiftungsmethode mit einer vernagelten Backenschmiege (Lotschmiege) sollte hier nicht angewendet werden.  Eine Schifterklaue ermittelt man, indem man die entsprechende Kante eines klauenerzeugenden Bauteils (beim Gratsparren die Unterkante und beim Kehlsparren die Oberkante), mit Ober- und Unterkante des Bauteils verschneidet, welches sich auf oder unter klaut (Schiftsparren). Beim traditionellen Abbund von Hand, ist die Klauenschiftung fast ausgestorben. Auch bei maschineller Vorfertigung durch Abbundanlagen oder Abbundmaschinen verzichtet man oft auf die aufwendigere Bearbeitung.
Bei sichtbaren Holzkonstruktionen ist diese Holzverbindung jedoch sehr zu empfehlen. Außerdem ist die Klauenschiftung nicht selten auch Bestandteil von Meister- oder Gesellenprüfungen, um das handwerkliche Geschick der Prüflinge auf die Probe zu stellen.

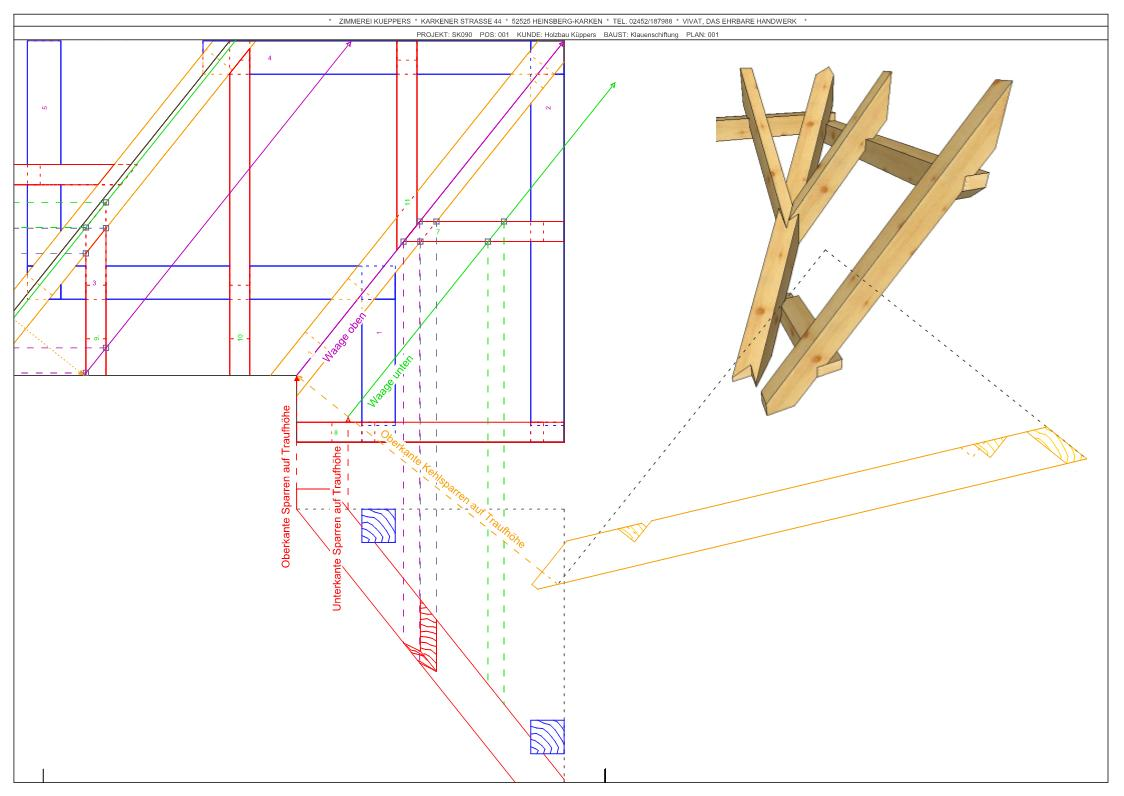
Beispiel der Kehlklauenschiftung

##### Kehlklauenschiftung
Um eine Kehlklaue in einem Kehlschifter (dann Kehlklauenschifter) zu erzeugen, verschneidet man die Oberkante des Kehlsparrens mit Ober- und Unterkante des Schifters. Dabei ist die Regel einzuhalten, dass immer auf gleiche Höhe zu verschneiden ist. Wie im Beispiel der Kehlklauenschiftung (Bild 1) die Traufhöhe. Diese Verschneidung Waage unten läuft nun parallel mit dem Bauteil, welches die Klaue erzeugt. (Kehlsparren)
Die Backenschmiege wird normal über die Schnittpunkte Außenkante Schifter mit Außenkante Kehlsparren ermittelt (Lote) und lotrecht zum Profilgrund ins Profil gerissen (gelotet). Die Waageschmiege erhält man, wenn man die Schnittpunkte Außenkante Schifter mit Kehllinie (Waage oben) und Außenkante Schifter mit der eben erzeugten Verschneidungslinie (Waage unten) zum Schnitt bringt und ins Profil lotet. „Waage oben“ wird hierbei mit Oberkante Schifter und Waage unten mit Unterkante Schifter verschnitten. Verbindet man diese, ergeben sich zwei Schnittpunkte mit den beiden Loten, deren Verbindung die Verschneidungslinie zwischen Lot- und Waageschmiege bildet.

##### Gratklauenschiftung

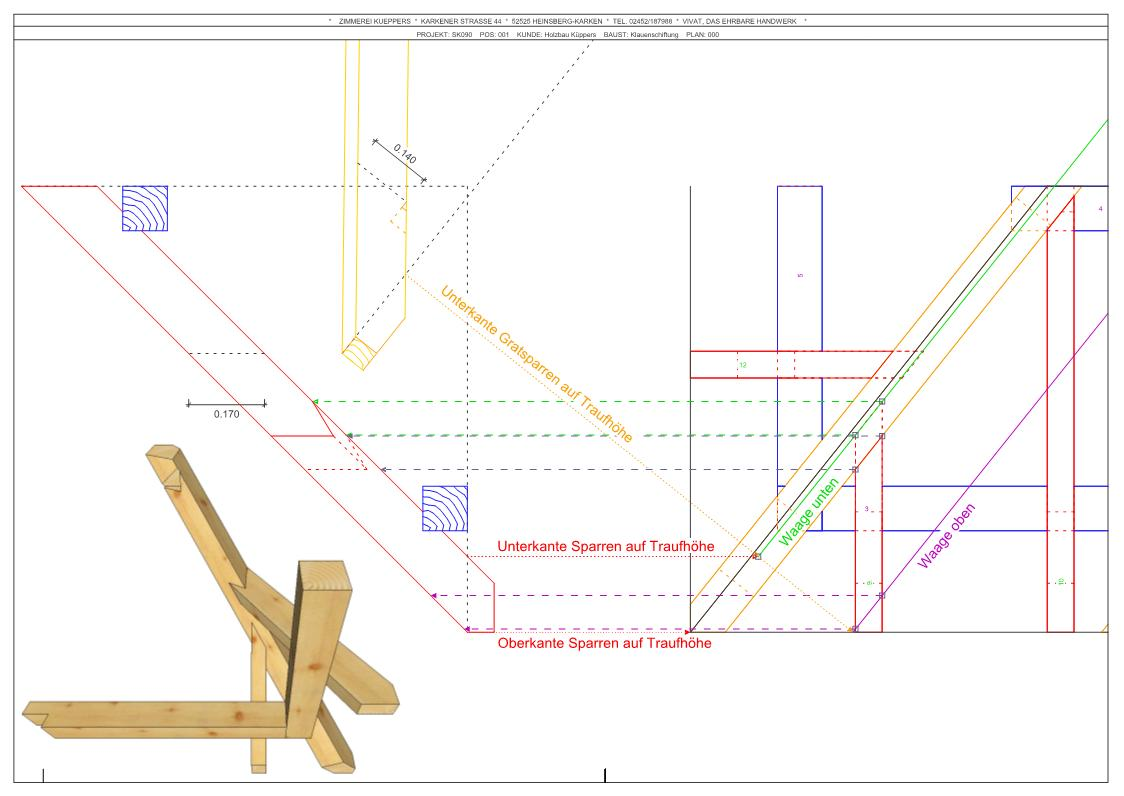
Beispiel der Gratklauenschiftung

Beim Gratklauenschifter verhält es sich gleich, nur dass hier statt der Oberkante des Kehlsparrens die Unterkante des Gratsparrens maßgebend ist.

### Die Flächenschiftung

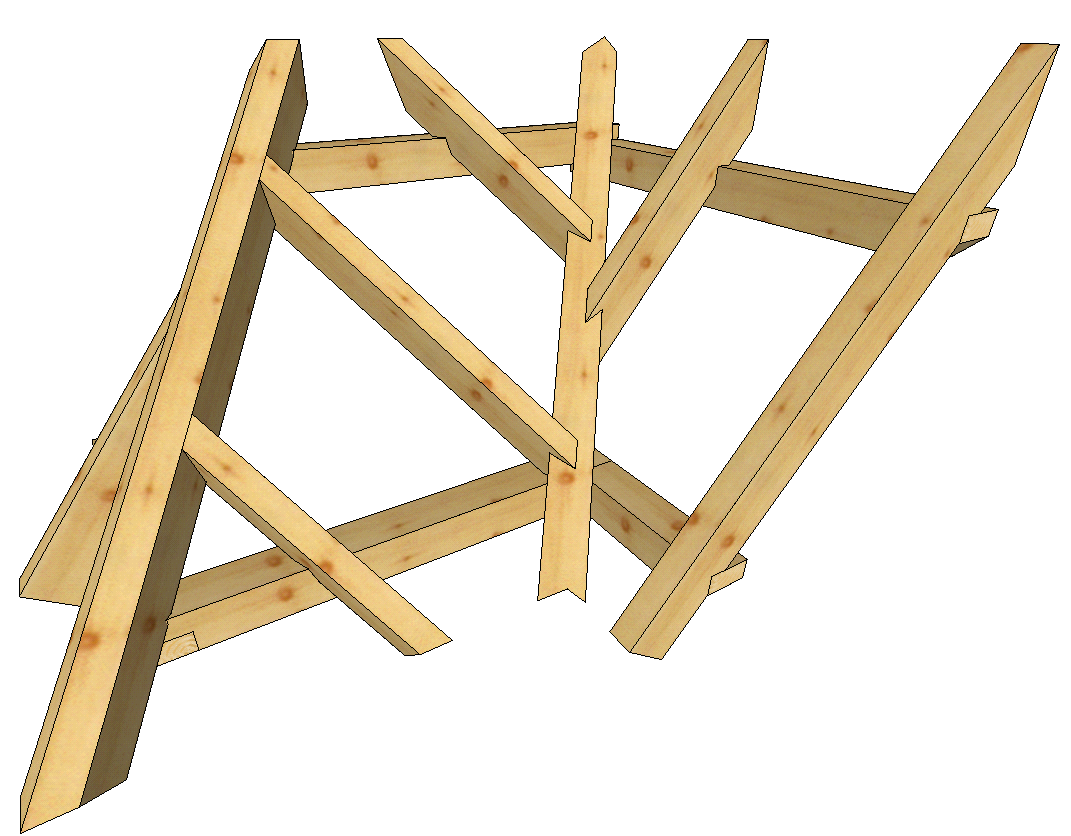
Beispiel: Walmeck mit verkanteten Sparren

Die Flächenschiftung ist, im Gegensatz zur Lotschiftung, die weitaus jüngere Methode, obwohl auch diese auf mehrere Jahrhunderte zurückblickt. Die Flächenschiftung baut auf der Lotschiftung auf, wobei sie eine neue Größe ins Spiel bringt. Hier werden nicht nur Grund und Profile dargestellt, sondern auch die einzelnen Dachflächen in wahrer Größe ausgeklappt. Dadurch wird es möglich, Hölzer zu reißen, die im Grundriss verkantet sind und verzerrt dargestellt werden.
Das Anreißen lotrechtstehender, schräger Hölzer ist mit der Flächenschiftung nicht möglich, da diese nur durch ihre Abgratung in der Fläche liegen. Es ist jedoch notwendig die jeweiligen Kanten zu ermitteln (z. B. vom Gratsparren im Bezug zu Ober- und Unterkante der Sparren), damit die Anschlüsse an angrenzende Bauteile hergestellt werden können. Man kann also Hölzer, die lotrecht stehen, nicht in der Fläche und verkantete nicht mit der Lotschiftung reißen.
Davon ausgenommen sind allein Normalsparren und waagerechte Wechsel, die sowohl in der Lot wie auch in der Flächenschiftung zu reißen sind.

#### Beispiel der Flächenschiftung

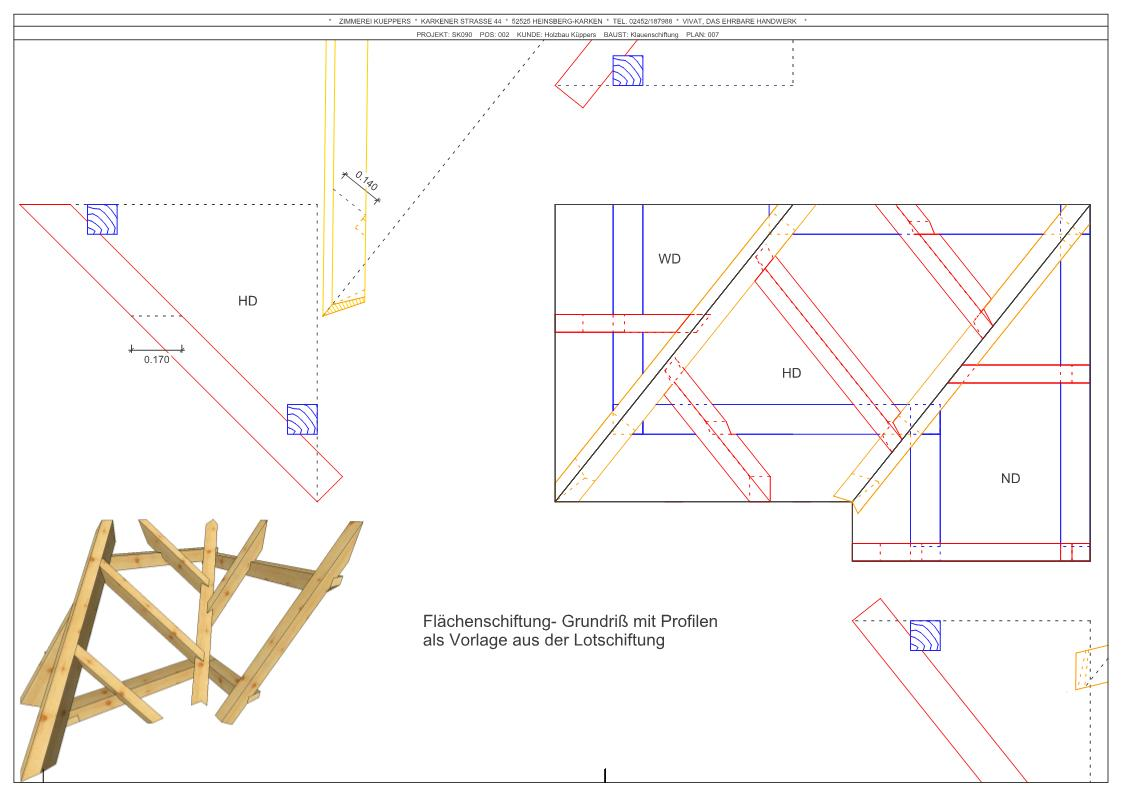
Flächenschiftung – Grundriss mit Profilen als Vorlage aus der Lotschiftung

Wenn in einer Dachkonstruktion eine Dachfläche mit verkanteten Sparren belegt wird, ist es notwendig diese Dachfläche auszuklappen, also in wahrer Größe darzustellen. Dazu sollten alle Hölzer der Lotschiftung bereits ausgetragen sein, wie im Bild „Grundriss mit Profilen als Vorlage aus der Lotschiftung“ zu sehen.
Als Dreh- oder Klappachse empfiehlt es sich, die Trauflinie zu wählen, da diese Höhe in allen Profilen vorhanden ist und es für den Betrachter logischer erscheint die Flächen über die Traufen hinzulegen, statt um Grat-, Kehl- oder gar Firstlinien zu klappen. Zu den wichtigsten Regeln bei der Flächenschiftung zählt, dass Punkte sich immer rechtwinklig zur Drehachse zwischen Grund und Fläche bewegen, und dass alle Punkte auf der Drehachse beständig sind.

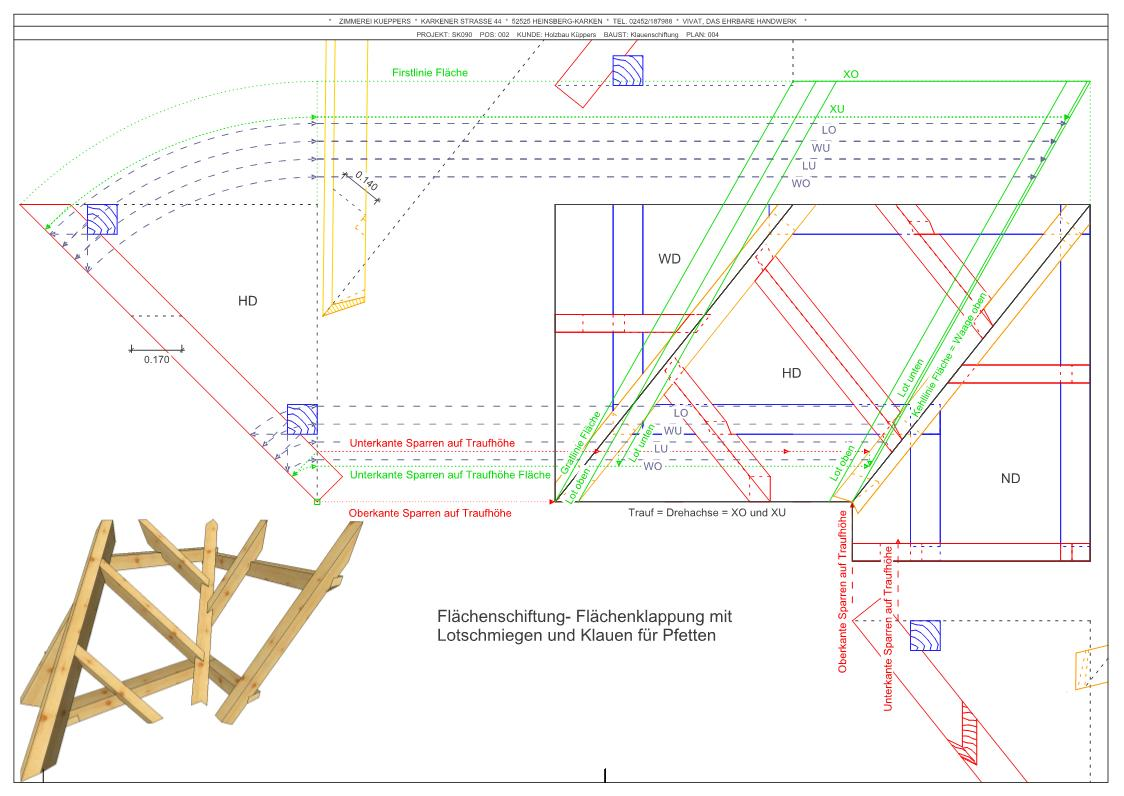
Flächenschiftung – Flächenklappung mit Lotschmiegen und Klauen für Pfetten

Um die Hauptdachfläche aus dem Beispiel auszuklappen, sticht man einen Zirkel in den Traufpunkt des Hauptdachsparrenprofils und schlägt einen Kreis vom Firstpunkt bis auf den Profilgrund. Dieses entspricht genau der Drehbewegung, als wenn man die Dachfläche flach auf den Boden legen würde.
Dieser geklappte Firstpunkt wird jetzt in den Grundriss projiziert und bildet die Firstlinie-Fläche. Die Firstpunkte (Anfälle) von Grat- und Kehllinie im Grund, bewegen sich nun rechtwinklig zur Drehachse (Traufe) vom Grund in die Fläche und erzeugen so die Firstpunkte in der Fläche. Wenn man diese nun mit den Traufpunkten der Grat- und Kehllinie verbindet erhält man die Grat- bzw. Kehllinie-Fläche. Dadurch ist unsere ausgeklappte Dachfläche in ihrer Ausdehnung bestimmt.

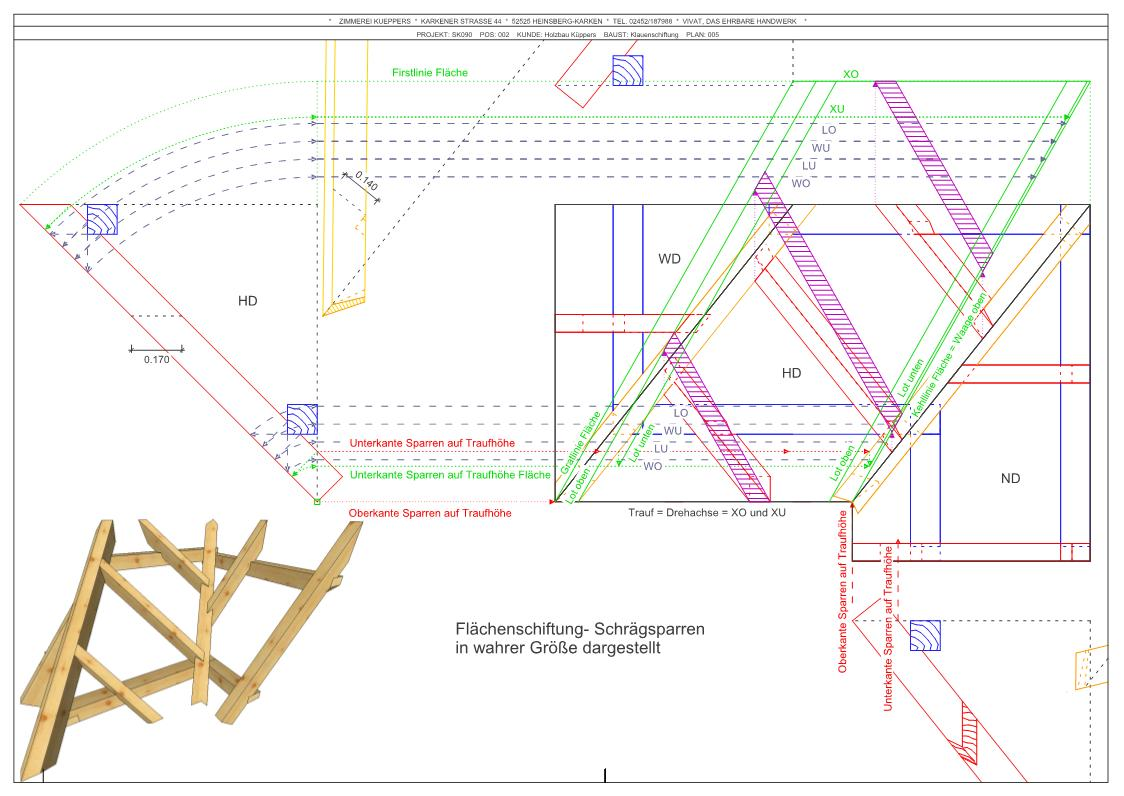
Flächenschiftung – Schrägsparren in wahrer Größe dargestellt

Um die Lotschmiegen reißen zu können, verschneidet man Ober- und Unterkante des Sparrens auf Traufhöhe, mit der Lotkante (Abgratungslinie bzw. Außenkante) des Grat- oder Kehlsparren. Die Oberkante Sparren schneidet die Abgratungskante auf der Trauflinie. Da Punkte auf der Traufe = Drehachse beständig sind, startet Lot oben parallel Grat- bzw. Kehllinie Fläche. Um Lot unten zu erzeugen, winkelt man den Schnittpunkt Unterkante Sparren mit dem Profilgrund (Traufhöhe) auf die Dachfläche (OK Sparren) und schlägt einen Kreis, durch diesen Punkt, um den Traufpunkt, bis auf den Profilgrund zurück. Dadurch erhält man Unterkante Sparren auf Traufhöhe Fläche. Nun schneidet man die Unterkante Sparren auf Traufhöhe mit der Lotkante im Grund und muss diesen Schnittpunkt winkelrecht zur Drehachse in die Fläche klappen. Hier startet jetzt Lot unten parallel Grat- bzw. Kehllinie-Fläche.

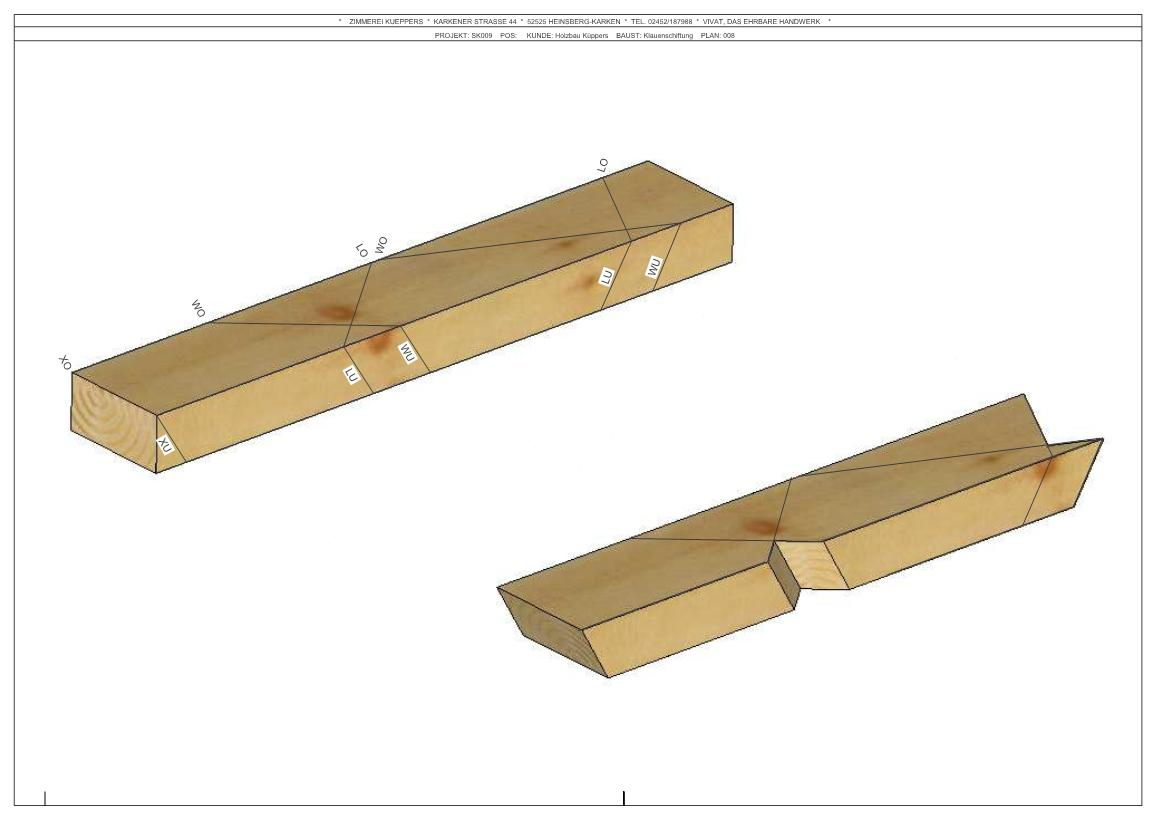
Das Anreißen eines verkanteten Schiftsparrens

Sättel – oder auch Kerven genannt – werden ermittelt, indem man die Ober- und Unterkante Sparren, mit Ober- und Vorderkante der Pfetten im Profil schneidet.
Die Schnittpunkte auf der Sparrenoberkante (LO und WO) schlägt man nun um den Traufpunkt auf den Profilgrund und reißt sie in den Grundriss. Die Schnittpunkte an der Sparrenunterkante (LU und WU), muss man zuerst auf die Oberkante des Sparren winkeln, bevor man diese um die Traufe dreht.
Diese Verschneidungslinien erlauben einen Schiftsparren oder Wechsel, in jedweder Position aufzulegen, anzureißen und zu bearbeiten. Die Traufe = XO und XU ist der Traufabschnitt, wobei XO Abschnitt auf der Oberkante des Holzes und XU Abschnitt an der Unterkante des Holzes bedeutet. LO und WO stehen für Lot und Waage an der Oberseite und LU und WU für Lot und Waage an der Unterseite des Sparren. Verbindet man nun jeweils LO mit LU und WO mit WU erhält man Abschnitte und Klauen.

#### Klauenschiftung in der Fläche

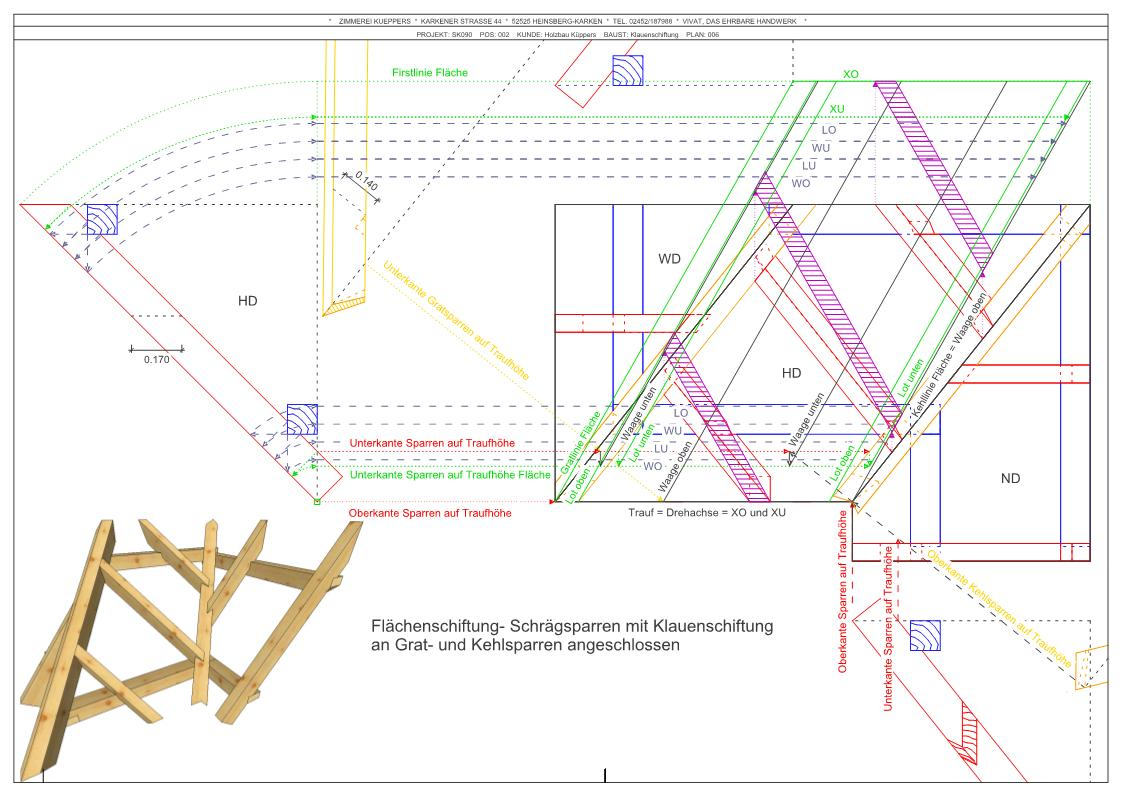
Flächenschiftung – Schrägsparren mit Klauenschiftung an Grat- und Kehlsparren angeschlossen

Um nun im Flächenprofil (ausgeklappte Dachfläche) Klauenschifter reißen zu können, muss man den Aufriss um die Waageschmiegen der Klauen erweitern.

##### Gratklauenschiftung
Dies geschieht, indem man „Unterkante Gratsparren auf Traufhöhe“ mit „Ober- und Unterkante Sparren auf Traufhöhe“ verschneidet.
Die „Oberkante Sparren auf Traufhöhe“ (Trauflinie) trifft die Unterkante „Gratsparren auf Traufhöhe“ auf der Drehachse. Da Punkte auf der Drehachse beständig sind, ist dies der Startpunkt für „Waage oben“. Die „Unterkante Sparren auf Traufhöhe“ trifft die „Unterkante Gratsparren auf Traufhöhe“ im Grund und muss, wie zuvor das „Lot unten“, vom Grund in die Fläche geklappt werden. Dies ist der Startpunkt für „Waage unten“.

##### Kehlklauenschiftung
Die Kehlklauenschiftung in der Fläche verhält sich gleich der Gratklauenschiftung, nur dass hier statt der Unterkante des Gratsparrens, die Oberkante des Kehlsparrens maßgebend ist.

#### Hexenschnitt in der Flächenschiftung

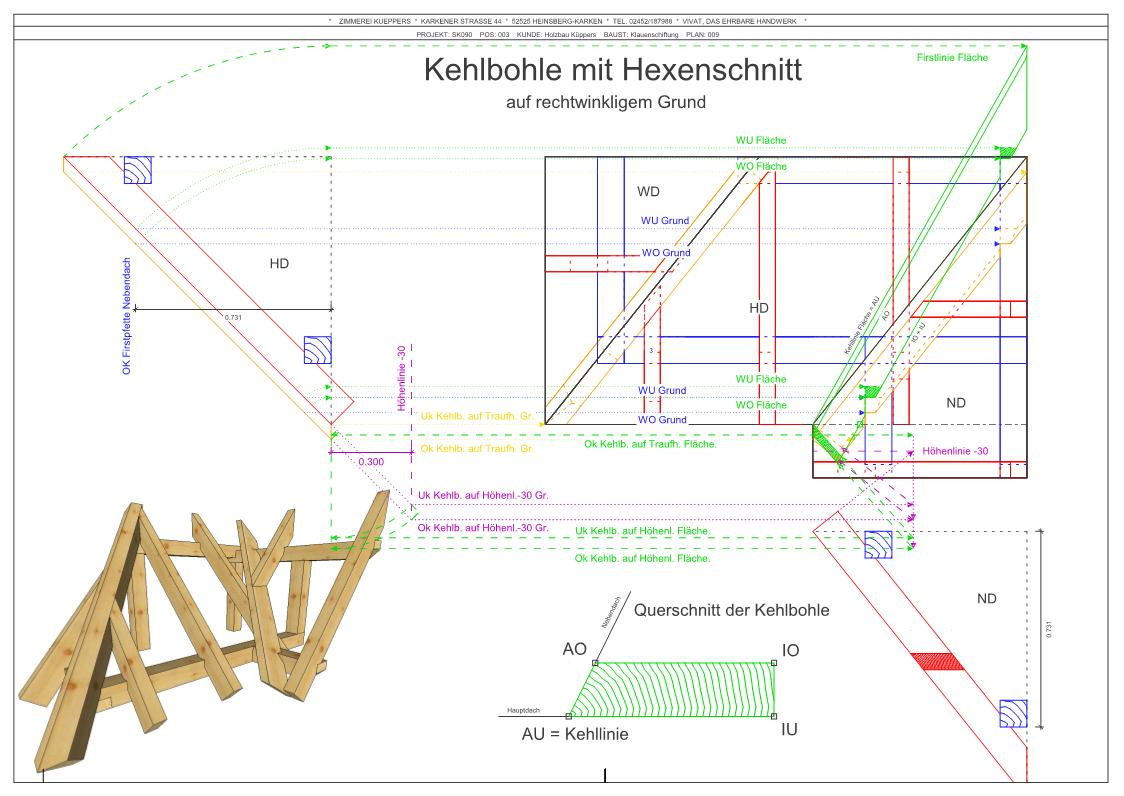
Kehlbohle mit Hexenschnitt

Der Hexenschnitt an Schrägsparren ist in der Flächenschiftung nebensächlich. Nur an Kehlbohlen und verkanteten Kehlsparren ist die Austragung dieses Namens würdig und muss ähnlich umfangreich wie bei der Lotschiftung ermittelt werden.
Bei einem Anbau an Bestand, ist die Kehlbohle oft eine sinnvolle Alternative zum Kehlsparren, da die Sparren der Bestandsfläche (hier HD) nicht getrennt werden müssen. Dabei legt sich die Kehlbohle verkantet auf die Hauptdachfläche und wird für die Nebendachfläche abgegratet. Die Kehlbohlenbreite sollte den (ND) Schiftern angepasst werden. Um die Kehlbohle reißen zu können, muss man, ähnlich wie bei den verkanteten Sparren, die Hauptdachfläche ausklappen.

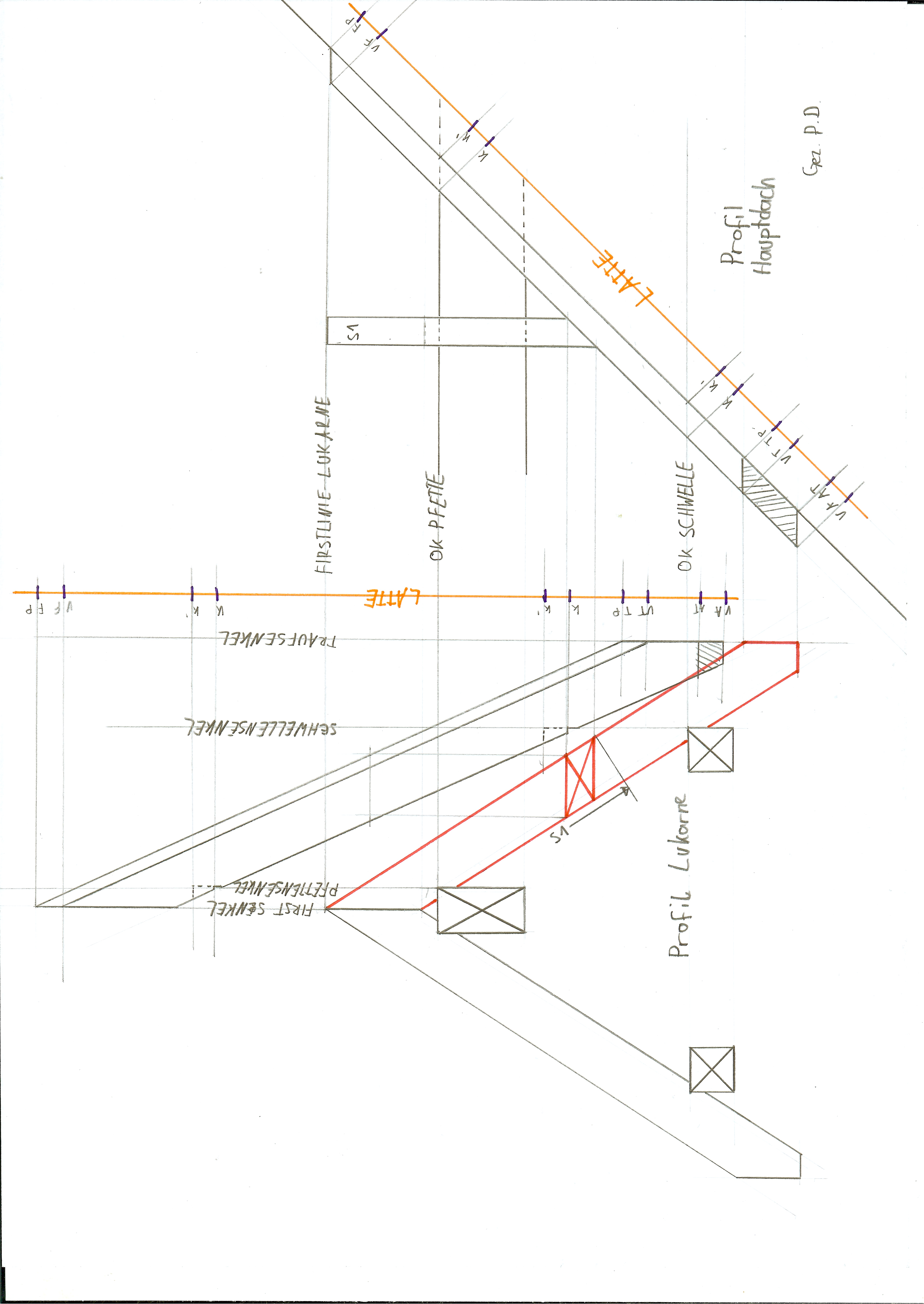
Kehlbrett Austragung ohne abklappung der Hauptdachfläche

Alternativ zur Hauptdachabklappung kann die Kehlbohlenaustragung direkt über das Lukarnenprofil (ND) konstruiert werden. In diesem Fall müssen Trauf (TP)- und Firstpunkt (FP), und Schwellen- und Pfettensenkel senkelrecht verlängert werden. Mit Hilfe eines Papierstreifen als „Latte“ können nun TP und FP, Kervenblei und Schwellen- und Pfettensenkel von der Kehlbohle im Hauptdachprofil (HD) senkelrecht, auf der bereits konstruierten Trauflinie im Senkel, abgetragen werden.

## Anwendungen
Wer die oben erklärte Schiftung beherrscht, kann nahezu jede Dachkonstruktion austragen und abbinden. Als Vorbereitung zur Meisterprüfung wird unter anderem verlangt.

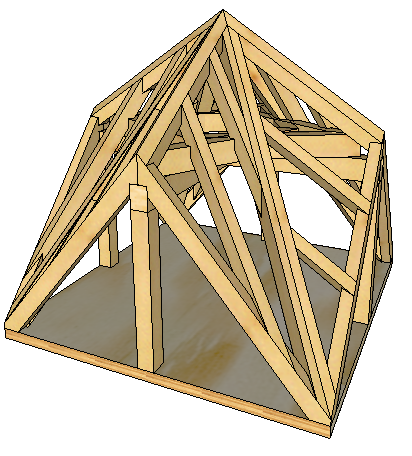
Faltdach mit lotr. und verkanteten Schiftern
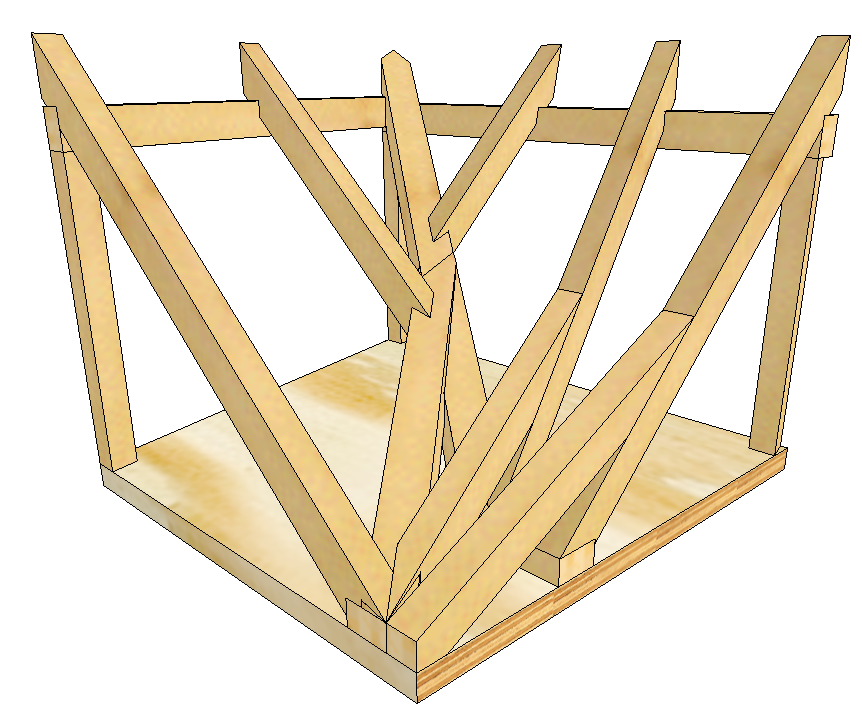
Kehlecke mit einseitigen Aufschieblingen
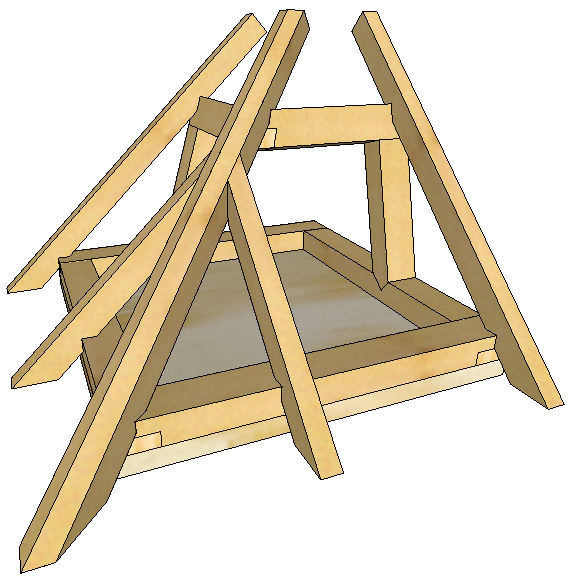
Gratecke mit verkanteter Mittelpfette
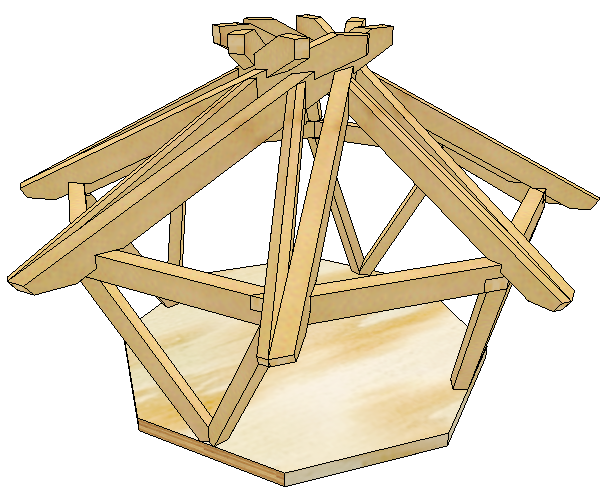
Mandaladach mit verschalbaren Dachflächen
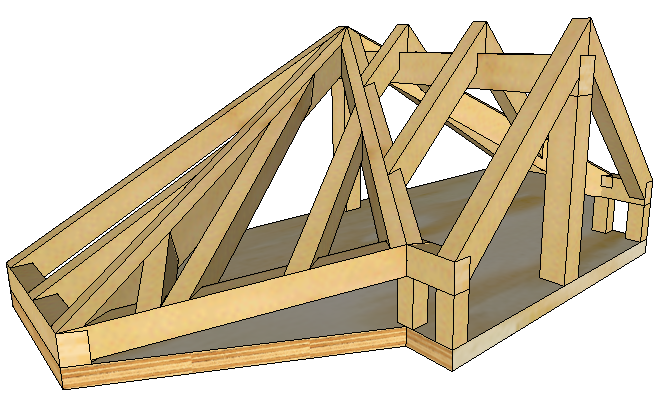
Walmeck mit steigender Traufe

Aber natürlich auch in der Praxis wird die Schiftung angewendet.

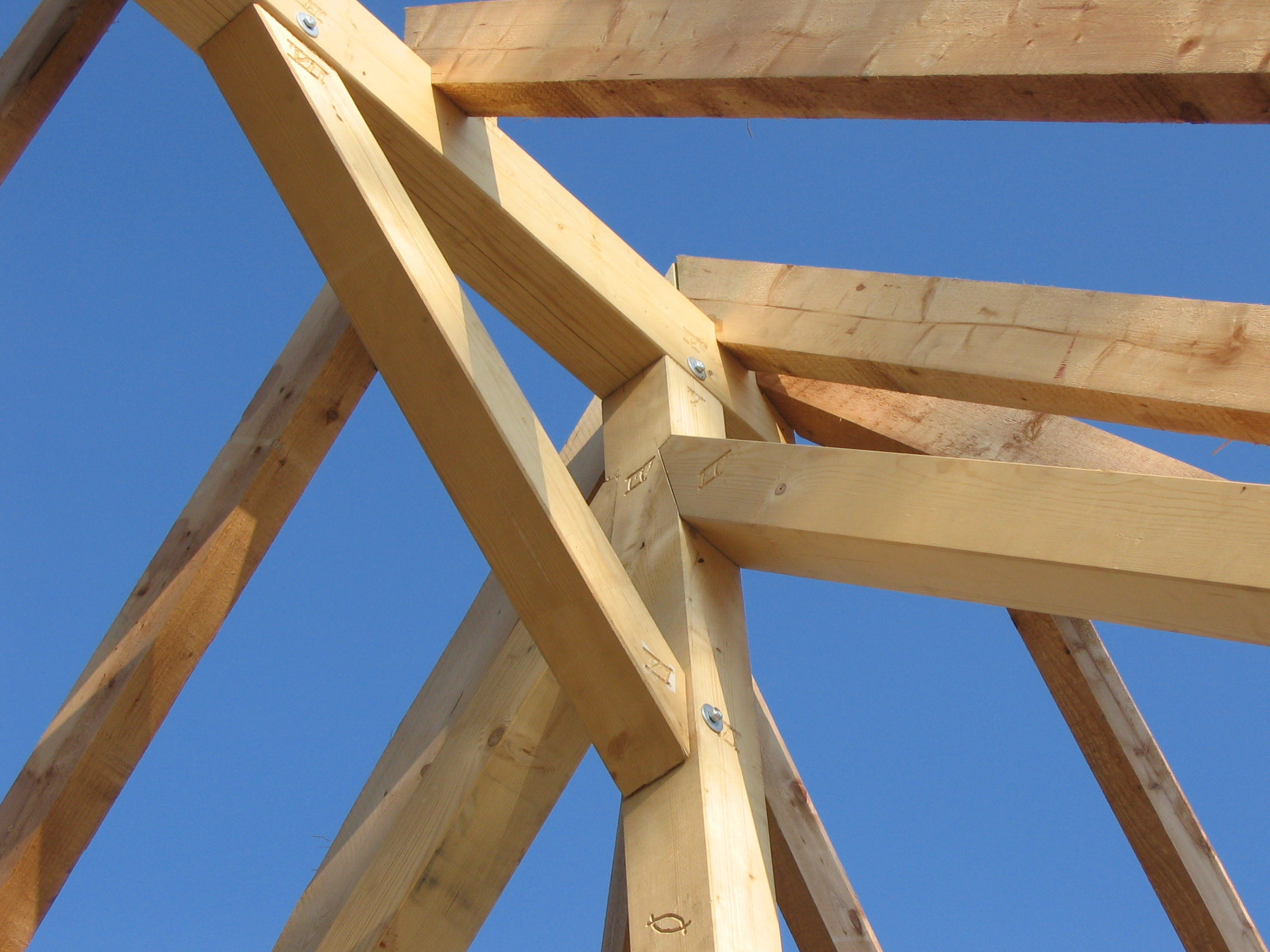
Gratanfall von unten
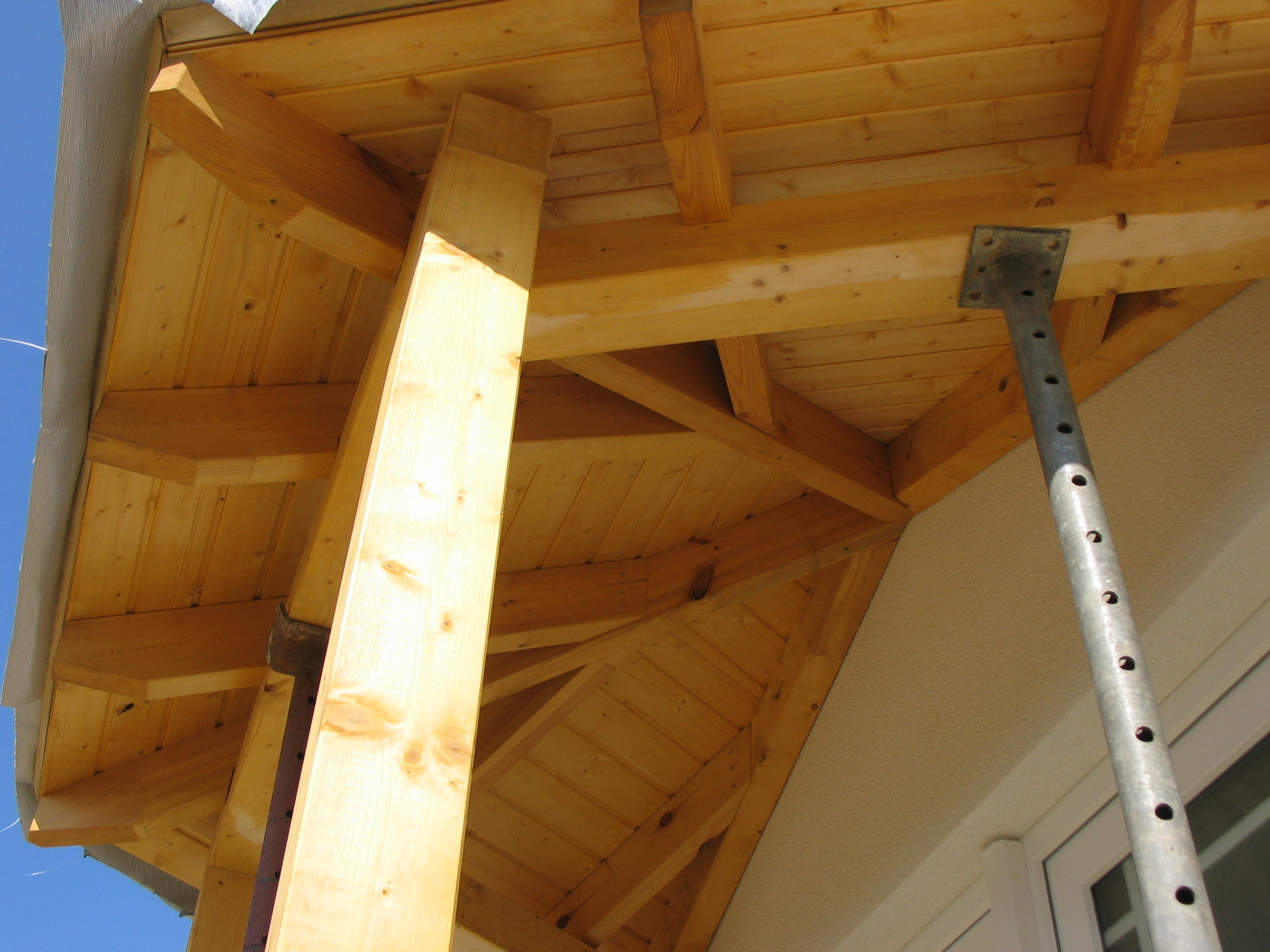
Eingangsüberdachung
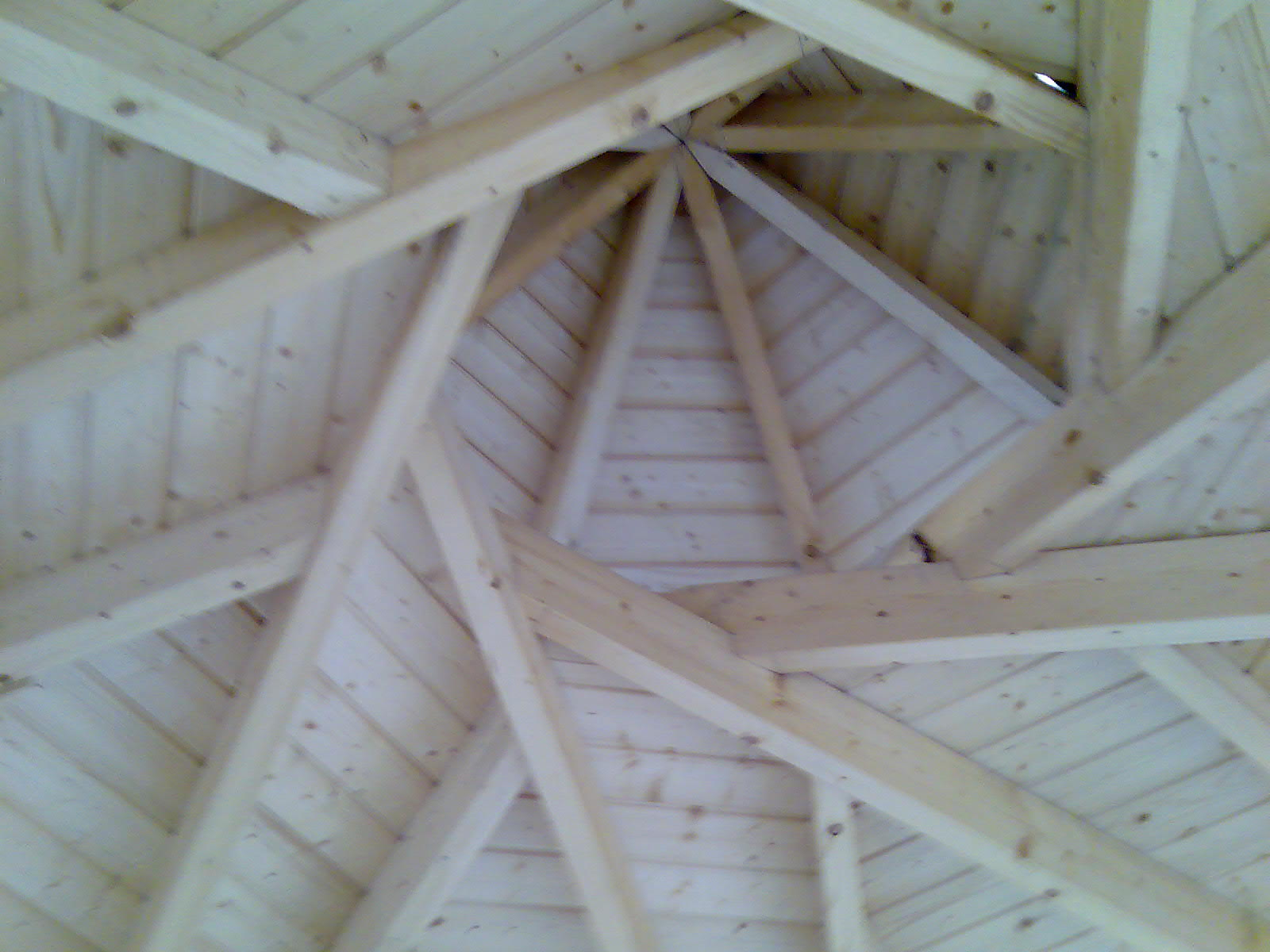
Mandaladach mit verschalbaren Dachflächen